# Milesburg
Milesburg és una població dels Estats Units a l'estat de Pennsilvània. Segons el cens del 2000 tenia 1.187 habitants.

## Demografia
Segons el cens del 2000, Milesburg tenia 1.187 habitants, 466 habitatges, i 327 famílies. La densitat de població era de 1.018,5 habitants/km².
Dels 466 habitatges en un 30,3% hi vivien nens de menys de 18 anys, en un 53,9% hi vivien parelles casades, en un 12% dones solteres, i en un 29,8% no eren unitats familiars. En el 24,5% dels habitatges hi vivien persones soles el 10,1% de les quals corresponia a persones de 65 anys o més que vivien soles. El nombre mitjà de persones vivint en cada habitatge era de 2,49 i el nombre mitjà de persones que vivien en cada família era de 2,93.
Per edats la població es repartia de la següent manera: un 23,7% tenia menys de 18 anys, un 7% entre 18 i 24, un 30,8% entre 25 i 44, un 23,9% de 45 a 60 i un 14,6% 65 anys o més.
L'edat mediana era de 38 anys. Per cada 100 dones de 18 o més anys hi havia 85,7 homes.
La renda mediana per habitatge era de 35.508 $ i la renda mediana per família de 37.885 $. Els homes tenien una renda mediana de 30.272 $ mentre que les dones 22.697 $. La renda per capita de la població era de 16.255 $. Entorn del 9,9% de les famílies i l'11,1% de la població estaven per davall del llindar de pobresa.

## Poblacions més properes
El següent diagrama mostra les poblacions més properes.